# Bitwa pod Bafilo
Bitwa pod Bafilo – niewielkie starcie zbrojne stoczone 13 sierpnia 1914 roku pomiędzy niemieckimi lokalnymi oddziałami Schutztruppe a francuską kompanią Tyralierów Senegalskich pod miejscowością Bafilo, w środkowo-wschodniej części Togolandu (dzisiejsze Togo).
8 lub 9 sierpnia żołnierze francuscy przekroczyli granicę pomiędzy Dahomejem a niemieckim Togolandem aby wesprzeć działające już tam wojska brytyjskie. Pod nadgranicznym miastem Bafilo, zmierzająca w głąb niemieckich posiadłości francuska kompania wpadła na zgrupowanych w tym miejscu członków Schutztruppe z okolic Sansane-Mangu i Skode-Bafilo. Nie spodziewając się tak silnego oporu, Francuzi zostali zmuszeni do odwrotu.
Był to jeden z nielicznych sukcesów lokalnych oddziałów kolonialnych. Starcie było na tyle małe, że jedynie chwilowo zatrzymało postępy sprzymierzonych i w dwa tygodnie później ostatnie oddziały niemieckie pod dowództwem mjr. Hans-Georg von Döringa skapitulowały.